# 트레버 매슈스
트레버 매슈스(영어: Trevor Matthews, 1982년 7월 24일 ~ )는 캐나다의 배우, 영화 프로듀서이다.
오타와에서 태어났다.

## 영화
- 걸하우스 (2014년)
- 나자렛: 스페셜 피쳐스 (2010년)
- 더 쉬라인 (2010년)
- 잭 브룩스: 몬스터 슬레이어 (2007년)
- 또다른 실리아 (2005년)
- 정물 (2005년)